# 오건디

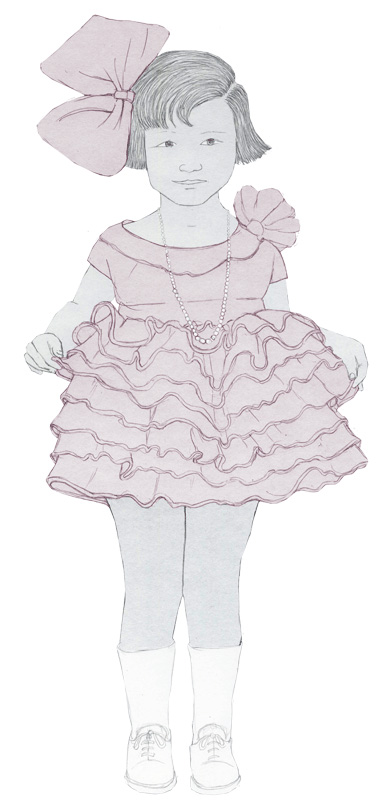
1900년경 오건디 드레스를 입은 어린 소녀. 발렌시아 민속학 박물관 소장품.

오건디(Organdy, 또는 Organdie라고도 표기)는 직물의 한 종류이다. 오건디는 가볍고 균형 잡힌 평직 면직물로, 비치고 바삭한 특징을 가진다.

## 특징
오건디는 뻣뻣한 소재로, 론이나 바티스트와 같은 동류의 직물 중 가장 비치는 특성을 지닌다. 이들 직물은 동일한 그레이 굿스(가공 전 직물)에서 비롯될 수 있으며, 마감 처리 방식에 따라 서로 구분된다. 오건디의 비침성과 바삭한 질감은 산 처리를 통한 가공(파치먼타이징, parchmentising)에 의해 만들어지며, 로운은 전분이나 수지로 마무리되고, 바티스트는 더 부드러운 직물이다. 고급 오건디에는 더 고운 실과 높은 꼬임수를 가진 실이 사용된다.

## 제조 과정
오건디는 산 처리를 통해 단단하게 만든 직물이다. 비침성과 바삭한 질감은 직물을 황산 용액에 짧게 담근 뒤 과도한 산을 중화시키는 가공 과정, 즉 파치먼타이징에서 비롯된다. 파치먼타이징은 셀룰로오스 섬유에 산 처리를 가하여 양피지와 같은 특성을 얻고자 하는 방법이다. 이 마무리 가공은 실크 오간자와 비슷한 투명하면서 단단한 효과를 준다. 무늬 오건디는 국소적으로 산에 저항하는 물질을 바른 후 처리하여 만들어지며, 직물을 전체적으로 담그면 전체가 단단해진다. 전체 파치먼타이징의 목적은 투명한 직물을 얻는 것이다.

## 용도
오건디는 역사적으로 웨딩드레스, 여성 파티 드레스, 블라우스 등에 사용되었다. 또한 커튼용 직물, 시어(비치는 천), 안감 등으로도 활용되었다. 19세기 후반부터 20세기 중반까지는 어린 소녀들의 드레스 소재로 많이 쓰였다. 그러나 21세기에 들어서는 직물이 단단하여 구김이 잘 가는 특성 때문에 아동복 시장에서는 인기를 잃었다. 오늘날 오건디는 주로 마크 제이콥스와 같은 디자이너들의 하이 패션 컬렉션에서 가장 많이 볼 수 있다.